# Brigitte Didier
Die Ermordung der damals 18 Jahre alten Brigitte Didier († 20. Dezember 1990) ist einer der ersten Kriminalfälle der Schweiz, der mittels DNA-Spuren aufgeklärt wurde.
Am 20. Dezember 1990 fährt Brigitte Didier von Tavannes nach Biel, um einen Zahnarzt-Termin wahrzunehmen. In der Nähe der Reuchenette-Straße wird sie zum letzten Mal gesehen. Es wurde vermutet, sie habe mittels Autostopp nach Hause fahren wollen. Am 5. Januar finden spielende Kinder ihre Leiche unter dem Viadukt der Autobahn A16. Die Ermittler stellen fest, dass sie gewürgt, vergewaltigt und mit Messerstichen getötet wurde. Ein 25 cm langes Messer mit einer 12 cm langen Klinge wurde unweit der Leiche gefunden.
Die Polizei befragte über 400 Personen und versprach eine Belohnung von 25.000 Franken, doch erst elf Jahre nach der Tat konnten – dank Fortschritten in der Rechtsmedizin und neuen gesetzlichen Grundlagen – zwei DNA-Spuren ausgewertet und zugeordnet werden.
Ein erster Tatverdächtiger wurde am Ende des Jahres 2001 verhaftet und nach 60 Tagen Untersuchungshaft freigelassen, nachdem er zugab, mit Brigitte Didier eine heimliche Beziehung geführt zu haben, und am Tag vor der Tat mit ihr Sex gehabt zu haben.
Die zweite DNA-Spur führte zu einem Mann, der 1999 wegen einer vorsätzlichen Tötung zu 15 Jahren Gefängnis verurteilt wurde; er hatte im Jahr 1997 in Biel einen Mann erschossen; die Tat stritt er vehement ab. Ein psychiatrisches Gutachten ergab, dass er die Tötung des Türken vermutlich deshalb verdrängte, weil es seinem Selbstbild widersprechen würde. Er wurde im Fall Didier sodann zu lebenslanger Haft verurteilt. Im Jahr 2006 bestätigt das Berner Obergericht die Strafe und hielt die aufgefundenen DNA-Spuren für ausreichend, um die Verurteilung zu stützen.
Der forensische Psychiater Frank Urbaniok, der den Tatverdächtigen begutachtete, konnte bei ihm weder Persönlichkeitsstörungen noch psychische Erkrankungen nachweisen. Seine Einschätzung lautete auf einen „psychopathisch-gewalttätigen und sexuell devianten“ Persönlichkeitsanteil, mit einer hohen Rückfallgefahr.
Im Jahr 2016 ersuchte der Täter um die Umwandlung der Haftstrafe in eine stationäre therapeutische Maßnahme. In diesem Verfahren kam zutage, dass der Täter zwar aufrichtig und mit Interesse therapeutische Angebote wahrgenommen hatte, während denen jedoch keine Fortschritte erzielt werden konnten – denn der Täter könne sich überhaupt nicht an die Tat erinnern, ebenso könne er Fotografien des Tatortes überhaupt nicht einordnen. Das Gesuch wurde daraufhin abgewiesen.